# Église Saint-Loup d'Ingré
Pour les articles homonymes, voir Église Saint-Loup.
L’église Saint-Loup d'Ingré est une église française située à Ingré dans le département du Loiret et la région Centre-Val de Loire.

## Géographie
L'église est située dans le centre-ville de la commune d'Ingré, à l'ouest d'Orléans, au nord de la Loire, dans la région naturelle du Val de Loire.

## Histoire
La tempête Xynthia a provoqué d'importants dégâts sur la toiture de l'église le 28 février 2010.

## Architecture
Le style dominant de l’église est Gothique mais plus minoritairement Roman.

## Classement
Une porte de style Renaissance, actuellement murée, située sur la façade occidentale du bas-côté sud a été inscrite Monument historique par un arrêté du 10 novembre 1925.
L'église contient plusieurs œuvres classées au titre d'objet. L'autel, constitué de menuiseries et de sculptures du XVIIe siècle, a été classé le 5 mars 1970. Une sculpture de pierre en bas relief, datant du XVe siècle et représentant la mort de la Vierge fut classée le 30 novembre 1908.

## Rattachement
L'église d'Ingré appartient à la province ecclésiastique de Tours, au diocèse d'Orléans dans la zone pastorale d'Orléans et le doyenné d'Orléans ouest.

## Pour approfondir